# Grand Prix de la Ville d'Oran
Il Gran Prix de la Ville d'Oran (it. Gran Premio della Città di Orano) è una corsa in linea maschile di ciclismo su strada che si svolge a Orano, in Algeria, ogni anno a marzo. Nata nel 2014, è subito entrata a far parte dell'UCI Africa Tour come evento di classe 1.2.

## Albo d'oro
Aggiornato all'edizione 2016.
| Anno | Vincitore     | Secondo         | Terzo                  |
| ---- | ------------- | --------------- | ---------------------- |
| 2014 | Adil Barbari  | Hichem Chaabane | Thomas Rabou           |
| 2015 | Janvier Hadi  | Fayçal Hamza    | Amanuel Gebrezgabihier |
| 2016 | Tomas Vaitkus | Joseph Areruya  | Adil Barbari           |